# Sukhoj Su-15
Sukhoj Su-15 (NATO-rapporteringsnavn: Flagon) var et jagerfly udviklet i Sovjetunionen af designbureauet Sukhoj i 1960'erne til afløsning af Sukhoj Su-11 og Sukhoj Su-9, der var blevet forældede i takt med, at NATO havde introduceret nyere og mere effektive strategiske bombefly. Su-15 blev udviklet med det formål at fremstille et jagerfly, der skulle kunne opspore og nedskyde fjendtlige bombefly, hvilket indebar, at Su-15 var mindre effektiv i luftkamp mod andre jagerfly. Su-15 blev alene brugt af Sovjetunionen og blev således aldrig eksporteret til andre lande. 
Su-15 udgjorde et væsentligt element i Sovjetunionens luftforsvar frem til Sovjetunionens opløsning. 
Flyet er bedst kendt som det jagerfly, der den 1. september 1983 nedskød en Boeing 747 på ruten Korean Air Lines Flight 007 med 269 civile ombord.
Su-15 var udstyret med to Tumanski R-13F2-300 turbojetmotorer, og havde en standardbevæbning, der bestod af to 23 mm kanoner i eksterne moduler og fire luft-til-luft missiler.

## Udvikling
I 1960 besluttede Sovjetunionen, at luftvåbnets jagerfly ikke i tilstrækkeligt omfang var i stand til at at opspore og nedskyde eventuelle indtrængende bombefly fra USA. USA havde foretaget en række opgraderinger af B-52-bombeflyet til B-52F og B-52G, ligesom USA i slutningen af 1950'erne planlagde udvikling af supersoniske bombefly, herunder mach 3-bombeflyet B-70 Valkyrie. I slutningen af 1950'erne var jord-til-luft-missiler ikke i stand til at nedskyde denne type fly, hvorfor udvikling af et meget hurtigt jagerfly med evne til at stige hurtigt var nødvendigt. Sovjetunionens flåde af jagerfly til forsvar mod indtrængende bombefly bestod på daværende tidspunkt primært af jagerfly af typen Su-9, Su-11, MiG-19 og Jak-25, og det blev vurderet, at disse fly ikke i tilstrækkelig grad ville være i stand til at løse opgaverne bl.a. pga. begrænset hastighed og radarkapacitet. Flyene var heller ikke i stand til tilstrækkeligt effektivt at angribe et indtrængende fly "forfra" på vej ind over målet. Det blev derfor besluttet at iværksætte udvikling af en række moderne jagerfly.
Sukhoj OKB udviklede på grundlag heraf bl.a. et et-motoret design T-49 på grundlag af Su-9's skrog men med luftindtag i siden frem for luftindtag i næsen, hvorved der blev bedre plads i flyets næse til placering af en ny radar, RP-22 Oryol-D (NATO navn "Skip Spin"), ligesom Sukhoj udviklede T-5, der grundlæggende var en kraftigt modificeret Su-11 mod et bredere skrog, for at gøre plads til to R-11F-300 motorer. Disse design ledte til T-58, der kombinerede de to motorer med den nye næse, men med luftindtaget trukket længere tilbage. Sukhoj udviklede endvidere en autopilot, der forbedrede muligheden for at opspore og nedskyde fjendtlige fly. 
T-58 blev godkendt til produktion den 5. februar 1962 som Su-15, og den første prototype fløj den 30. maj 1962. Testforløbet mellem august 1963 og juni 1964 forløb uden de store problemer, bortset fra, at jagerens korte rækkevidde blev påtalt. Der blev derfor foretaget en forøgelse af tankenes kapacitet og foretaget justeringer af skrogets design. 
Det endelige fly gik i tjeneste 1964 med et semi-aktivt radar målsøge-system og et passivt IR målsøgnings-system, der var knyttet til det jordbaserede Vozdukh-1M målsøgningssystem. Flyet viste sig hurtigt at være de øvrige sovjetiske jagere overlegen, ikke blot med hensyn til hastighed og stigeevne, men også på andre parametre, og Su-15 afløste hurtigt Sovjetunionens øvrige flåde af Su-9s, Su-11s og Jak-25. Den første Su-15 fik NATO-rapporteringsnavnet "Flagon-A". 
De første deltavingede Su-15'ere har ringe egenskaber ved start og landing, hvorfor Sukhoj udviklede et nyt design med en forlænget vinge, der gav et forøget vingeareal. De nye Su-15 med forlængede vinger kom i tjeneste i 1969 og fik NATO-navnet "Flagon-D". Sovjetunionen ændrede ikke navnet i anledning af varianten. 
I 1969 begyndte tests af en opgraderet version, Su-15T, med en Volkov Taifun radar, der var baseret på MiG-25's kraftige RP-25 Smerch-A radar (NATO "Foxfire"). Taifun radaren var ingen succes, og der blev alene produceret 10 nye Su-15T, I stedet udvikledes Su-15TM (NATO "Flagon-E") med en forbedret Taifun-M radar (NATO "Twin Scan") og mulighed for tilkobling af maskinkanon UPK-23-250 eller R-60 (AA-8 "Aphid") og kortrækkende luft-til-luft missiler. Taifun-radaren i Su-15TM var optimeret til at fungere som imødegå det fjendtlige flys egne imødegåelses-funktioner på bekostning af Taifun-radarens rækkevidde. Med et modificeret aerodynamisk design fik varianten NATO-navnet "Flagon-F". En variant til træning (Su-15UM (NATO "Flagon-G")) fulgte i 1976. De sidste Su-15, der blev produceret, var Su-15UM'ere, der blev produceret i 1979.
Sukhoj OKB fremsatte flere forslag og tilbud om at foretage yderligere opgraderinger af flyet og motorerne for at opfylde Sovjetunionens krav til et langtrækkende taktisk jagerfly, men disse blev afvist af Sovjetunionen, der valgte at satse på Mikojan-Gurevitj MiG-23 i stedet.

## Operativ tjeneste
Su-15 udgjorde en væsentlig del af Sovjetunionens luftvåbens beredskab mod indtrængende fjendtlige fly, og var særlig rettet mod relativt simple mål som amerikanske B-52 og U-2 og britiske Avro Vulcan-bombefly, hvorimod mere vanskelige mål som XB-70 og B-58 blev overladt til MiG-25P.
Su-15 var med sin hurtige stigeevne og høje hastighed i stor højde optimeret til at opsøge og nedskyde fly i stor flyvehøjde. Su-15 var dog ikke udstyret med en radar, der var i stand til at se under radarhorisonten og besad således ikke mulighederne for look-down/shoot-down, selv med den avancerede Taifun-radar. Dette førte i længden til, at Su-15's opgaver til sidst blev overtaget af MiG-23P, der havde look-down/shoot-down muligheden, hvilket blev yderligere aktuelt, da NATO skiftede taktik, hvorefter bombeangreb blev planlagt til at gennemføres fra lave højde. På trods heraf forblev Su-15 en vigtigt del af Sovjetunionens luftforsvar helt frem til Sovjetunionens sammenbrud.
Som et af luftvåbnets vigtigste jagerfly var Su-15 involveret i flere angreb på fremmede fly, der var kommet ind i Sovjetunionens luftrum:
- Angrebet i 1978 på Korean Air Flight 902, der havde fløjet ind i sovjetisk luftrum over Murmansk, hvor en sovjetisk Su-15 affyrede et missil mod passagerflyet. Selv om passagerflyet blev ramt af missilet, var det i stand til at lande på en frossen sø. To passagerer blev dræbt.
- I 1981 kolliderede en sovjetisk Su-15 med et argentinsk Canadair CL-44 over Armenien. Det argentinske fly transporterede våben fra Israel til Iran, da det kom ind i sovjetisk luftrum. Tre argentinere og en brite blev dræbt. Den sovjetiske pilot hævdede at kollisionen skete med vilje, hvorimod vestlige eksperter anså kollisionen som et uheld.[2]
- Angrebet i 1983 på Korean Air flight 007, hvor en Su-15TM skød en koreansk Boeing 747 ned over den østlige del af Sovjetunionen efter, at passagerflyet havde forvildet sig ind over sovjetisk luftrum. Samtlige 246 passagerer og 23 besætningsmedlemmer omkom.

Juri Gagarin omkom i 1968, da en Su-15 med overlydshastighed fløj tæt på Gagarins MiG-15. Computersimulationer viser, at der var få meter mellem de to fly.
Selvom der blev produceret et stort antal Su-15 (1.290 i alt), blev Su-15, som andre avancerede sovjetiske fly, aldrig eksporteret til andre lande i Warszawapagten eller udenfor. Enkelte Su-15 blev udstationeret i Egypten i 1972, men disse blev fløjet af sovjetiske mandskaber. 
Det blev på et tidspunkt forsøgt at benytte Su-15 til angreb mod mål på jorden, men flyet viste sig at være for specialiseret til sin rolle som opsporende jagerfly.
Efter Sovjetunionens opløsning blev Su-15 hurtigt trukket ud af aktiv tjeneste i det russiske luftvåben i 1993 for at leve op til Ruslands nedrustningsforpligtelser. Flyet blev afløst af mere moderne jagerfly, såsom Su-27 and MiG-31. Ukraine trak sine Su-15'ere ud af tjeneste i 1996.

## Lignende flytyper
Designs med tilknytning til Su-15:
- Sukhoj Su-9
- Sukhoj Su-11

Sammenlignelige fly med tilsvarende funktion eller rolle:
- Convair F-106 Delta Dart
- Convair F-102 Delta Dagger
- McDonnell Douglas F-4 Phantom II
- Mikojan-Gurevitj MiG-23
- Mikojan-Gurevitj MiG-25
- Shenyang J-8
- Jakovlev Jak-28

## Galleri
- Su-15 i oprindeligt design med "ren" deltavinge
- Su-15TM med modificeret vinge
- Skrottet Su-15TM
- Ukrainsk Su-15TM med luft-til-luft missil under vingen
- Ukrainsk Su-15

## Eksterne links
- Wikimedia Commons har flere filer relateret til Sukhoj Su-15
- Sukhojs hjemmeside om Su-15 Arkiveret 8. december 2015 hos  Wayback Machine (engelsk)